# Jintūr
Jintūr är en ort i Indien.   Den ligger i distriktet Parbhani och delstaten Maharashtra, i den centrala delen av landet, 1 000 km söder om huvudstaden New Delhi. Jintūr ligger 442 meter över havet och antalet invånare är 42 420.
Terrängen runt Jintūr är platt, och sluttar söderut. Runt Jintūr är det ganska tätbefolkat, med 179 invånare per kvadratkilometer. Det finns inga andra samhällen i närheten. Trakten runt Jintūr består till största delen av jordbruksmark.